# Liste der Monuments historiques in Mazerolles (Vienne)
Die Liste der Monuments historiques in Mazerolles (Vienne) führt die Monuments historiques in der französischen Gemeinde Mazerolles auf.

## Liste der Bauwerke
| Bezeichnung      | Beschreibung                     | Standort | Kennzeichnung | Schutzstatus | Datum | Bild           |
| ---------------- | -------------------------------- | -------- | ------------- | ------------ | ----- | -------------- |
| Kirche St-Romain | Erbaut Ende des 12. Jahrhunderts | (Lage)   | PA00105526    | Classé       | 1919  | weitere Bilder |
| Dolmen           | Neolithikum                      | (Lage)   | PA00105525    | Classé       | 1974  | weitere Bilder |

## Liste der Objekte
- Monuments historiques (Objekte) in Mazerolles (Vienne) in der Base Palissy des französischen Kultusministeriums